# Федулов, Павел Кузьмич
Павел Кузьмич Федулов — советский хозяйственный, государственный и политический деятель, Герой Социалистического Труда.

## Биография
Родился в 1908 году в селе Деревенское. Член КПСС с 1939 года.
С 1920 года — на хозяйственной, общественной и политической работе. В 1920—1970 гг. — крестьянин, колхозник, красноармеец в артиллерийском полку, колхозник, бригадир колхоза «Дружба», продавец в селе Лакаш Ижевского района, председатель Лакашинского сельпо, председатель Ижевского райпотребсоюза, участник Великой Отечественной войны, председатель колхоза «Дело Октября», председатель колхоза «Большевик» Ижевского района Рязанской области.
Указом Президиума Верховного Совета СССР от 8 января 1960 года присвоено звание Героя Социалистического Труда с вручением ордена Ленина и золотой медали «Серп и Молот».
Умер в селе Лакаш в 1985 году.